# سي عبد الغني
سيدي عبد الغاني إحدي بلديات ولاية تيارت وهي تابعة لدائرة السوقر حيث تتميز بمزارع الشعير وتربية المواشي والأبقار .

## أعلام
- أحمد فلاح